# Southeast Bay (zatoka po południowo-wschodniej stronie Cross Island)
Southeast Bay (do 21 sierpnia 1974 Southeast Cove) – zatoka (ang. bay, do 21 sierpnia 1974 cove) w kanadyjskiej prowincji Nowa Szkocja, w hrabstwie Lunenburg, po południowo-wschodniej stronie wyspy Cross Island; nazwa Southeast Cove urzędowo zatwierdzona 2 lipca 1953.